# Ottobald Bischoff
Ottobald Bischoff (* 6. Juli 1821 in Torgau; † 30. Mai 1887 in Stettin) war ein deutscher evangelischer Theologe, Lehrer und Schriftsteller.

## Leben
Als Sohn eines Garnisonspredigers geboren, studierte Bischoff Evangelische Theologie in Berlin. Während seines Studiums wurde er 1841 Mitglied der Landsmannschaft Normannia Berlin. 1847 legte er seine Predigtamtsprüfung in Merseburg ab und wurde Rektor der Schule Prettin bei Annaburg, Rektor in Kemberg und 1856 schließlich Rektor der Bürgerschule in Cottbus. In der Zeit vor 1862 wurde er Schulvorsteher und Rektor in Stettin.

## Veröffentlichungen (Auswahl)
- Die Jugendbühne. Schauspiele für Mädchen zur Aufführung bei Schul- u. Familienfesten. 2. Auflage, Leipzig 1880.
- Ein seltsames Testament. Lustspiel in einem Akt. 2. Auflage, Leipzig 1892.
- Leitfaden beim Unterricht in der Geschichte der christlichen Kirche für evangelische Volksschulen. 20. Auflage, Leipzig 1913.
- Geschichte der christlichen Kirche in Bildern. 7. Auflage Leipzig 1927.